# كيت كروفورد
كيت كروفورد (بالإنجليزية: Kate Crawford)‏ هي ملحنة وكاتبة وأكاديمية أسترالية وأمريكية، ولدت في 1976. لديها الكثير من الكتابات في مجال الذكاء الصناعي والبيانات الكبيرة.

## وصلات خارجية
- كيت كروفورد على موقع ميوزك برينز (الإنجليزية)
- كيت كروفورد على موقع ديسكوغز (الإنجليزية)